# Robert Holman
Robert Holman (* 20. prosince 1953 Snina) je český ekonom-finančník a pedagog, bývalý vrchní ředitel České národní banky a od roku 2005 do roku 2011 člen její bankovní rady.
Působil či působí jako poradce řady politiků a taktéž jako vysokoškolský pedagog. V roce 1997 byl jmenován profesorem ekonomické teorie. Od roku 1984 působí na katedře ekonomických teorií (dnešní katedra ekonomie) na Národohospodářské fakultě VŠE v Praze, v současné době přednáší předmět Dějiny ekonomického myšlení. Je autorem učebnice Ekonomie a řady dalších vysokoškolských učebnic. Od prosince 2002 do listopadu 2004 byl ředitelem české pobočky poradenské společnosti Efficient Investments.

## Dílo
- Holman Robert, Dějiny ekonomického myšlení, Praha : C. H. Beck 2005. ISBN 80-7179-380-9.
- Holman Robert, Ekonomie, Praha: C. H. Beck 1999. ISBN 80-7179-255-1